# 일직터널 (철도)
일직터널(日直터널)은 경기도 광명시 일직동 광명역과 안산시 상록구 장상동을 연결하는 경부고속선의 터널이다. 장상터널(獐上터널)이라고도 하며, 금정터널이 개통하기 전까지 10,290m의 길이를 가진 대한민국 최장의 철도 터널이었다. 이 터널은 본래 일직터널(2,780m) 외에 개착1터널(360m), 조남1터널(310m), 개착2터널(430m), 조남2터널(1,500m), 개착3터널(1,828m), 장상터널(2,603m)로 구성되어 있으나, 개착1~3터널은 개착식 공법으로 만들어져 일직터널과 연결되어 있으므로 지면상으로는 보이지 않는다. 터널의 북단에는 광명역으로 들어가는 선로를 바꾸는 분기기가 설치되어 있다.

## 피난 및 방재시설
- 100m 간격으로 비상구까지의 거리를 표시하는 비상구 유도등이 설치되어 있다.
- 500m 간격으로 대피소(소화기)가 배치되어 있다.
- 비상시 외부로 대피할 수 있는 수직구 3곳이 있다.

## 사건 및 사고
- 2011년 2월 11일 - 이 터널에서 KTX 탈선 사고가 일어났다.

## 같이 보기
- 황악터널
- 금정터널